# Windhausen (Nümbrecht)
Windhausen ist ein Ortsteil von Nümbrecht im Oberbergischen Kreis im südlichen Nordrhein-Westfalen innerhalb des Regierungsbezirks Köln.

## Lage und Beschreibung
Der Ort liegt in Luftlinie rund 3,6 km nordwestlich vom Ortszentrum von Nümbrecht entfernt.

## Geschichte

### Erstnennung
Im Jahr 1579 wurde der Ort das erste Mal urkundlich erwähnt und zwar „Ort in den Futterhaferzetteln“
Schreibweise der Erstnennung: Windthaußenn.